# Byron (Nebraska)
Byron es una villa ubicada en el condado de Thayer en el estado estadounidense de Nebraska. En el Censo de 2010 tenía una población de 83 habitantes y una densidad poblacional de 209,45 personas por km².

## Geografía
Byron se encuentra ubicada en las coordenadas 40°0′18″N 97°46′7″O / 40.00500, -97.76861. Según la Oficina del Censo de los Estados Unidos, Byron tiene una superficie total de 0.4 km², de la cual 0.4 km² corresponden a tierra firme y (0%) 0 km² es agua.

## Demografía
Según el censo de 2010, había 83 personas residiendo en Byron. La densidad de población era de 209,45 hab./km². De los 83 habitantes, Byron estaba compuesto por el 100% blancos, el 0% eran afroamericanos, el 0% eran amerindios, el 0% eran asiáticos, el 0% eran isleños del Pacífico, el 0% eran de otras razas y el 0% pertenecían a dos o más razas. Del total de la población el 0% eran hispanos o latinos de cualquier raza.